# Provincia eclesiástica de Zaragoza

Provincia eclesiástica de Zaragoza

La provincia eclesiástica de Zaragoza está formada por la archidiócesis de Zaragoza y las diócesis sufragáneas de Tarazona, Huesca, Barbastro-Monzón y Teruel y Albarracín.
La diócesis de Jaca, aunque pertenece a la comunidad autónoma de Aragón y fue la cuna del Reino de Aragón, pertenece a la Provincia Eclesiástica de Pamplona - Tudela.

## Historia
La diócesis de Zaragoza fue restaurada en 1118 durante la Reconquista. El 18 de julio de 1318, el obispo Pedro López de Luna, consiguió que el papa Juan XXII elevara la sede episcopal al rango de archidiócesis, desmembrándola de la provincia eclesiástica de Tarragona. Bajo su provincia eclesiástica quedaron las diócesis sufragáneas de Huesca, Tarazona y Segorbe-Albarracín, Pamplona y Calahorra, pertenecientes a los reinos de Aragón, Valencia, Navarra y Castilla.
En 1574 la diócesis de Burgos fue elevada a archidiócesis, pasando a su provincia eclesiástica las diócesis de Calahorra y Pamplona. Con el paso del tiempo, Zaragoza pasó a ser únicamente sede metropolitana del reino de Aragón. En 1571 se erigieron las diócesis de Barbastro y Jaca y en 1577 la de Teruel. Segorbe-Albarracín se segregó en dos diócesis: Albarracín (que más tarde se uniría con Teruel) y Segorbe (que pasó a ser sufragánea de la provincia eclesiástica de Valencia). 
En el siglo XIX, tras la firma del Concordato de 1851 se modificaron varias circunscripciones de las diócesis de España. Pamplona fue reincorporada y se suprimieron las diócesis de Albarracín y Barbastro. Desde 1858 los obispos de Tarazona ejercieron como administradores apostólicos de Tudela. 
En 1955 Pamplona fue elevada a archidiócesis y las diócesis de Jaca y Tudela quedaron bajo su provincia eclesiástica. El 11 de agosto de 1984 mediante la bula Cor Nostrum, se unió aeque principaliter las diócesis de Teruel y Albarracín. Los últimos cambios se realizaron entre 1995 y 1998 con la incorporación a Barbastro de los pueblos oscenses que dependían de Lérida.

## Organización territorial

### Datos de la provincia eclesiástica
El arzobispo de Zaragoza es el metropolitano de la provincia y tiene autoridad limitada sobre las diócesis sufragáneas.
| Provincia eclesiástica de Zaragoza | Provincia eclesiástica de Zaragoza | Provincia eclesiástica de Zaragoza |
| Catedral                           | Advocación                         | Diócesis                           |
| ---------------------------------- | ---------------------------------- | ---------------------------------- |
| Catedral de Zaragoza               | El Salvador                        | Zaragoza                           |
| Catedral de Albarracín             | El Salvador                        | Teruel y Albarracín                |
| Catedral de Barbastro              | Asunción de María                  | Barbastro-Monzón                   |
| Catedral de Huesca                 | Transfiguración del Señor          | Huesca                             |
| Catedral de Monzón                 | Virgen María                       | Barbastro-Monzón                   |
| Catedral de Tarazona               | Virgen de la Huerta                | Tarazona                           |
| Catedral de Teruel                 | Nuestra Señora de la Mediavilla    | Teruel y Albarracín                |
| Catedral de Ntra. Sra. del Pilar   | Virgen del Pilar                   | (Título honorífico)                |

Actualmente, la provincia tiene alrededor de 1.136 parroquias, abarca unos 42.739 km² en donde habitan aproximadamente 1.288.067 de personas de las cuales el 96,92% son católicos.
| Datos comparativos entre las diócesis de la provincia  | Datos comparativos entre las diócesis de la provincia | Datos comparativos entre las diócesis de la provincia | Datos comparativos entre las diócesis de la provincia | Datos comparativos entre las diócesis de la provincia | Datos comparativos entre las diócesis de la provincia |
| ------------------------------------------------------ | ----------------------------------------------------- | ----------------------------------------------------- | ----------------------------------------------------- | ----------------------------------------------------- | ----------------------------------------------------- |
| Diócesis                                               | Erigida                                               | Área(km²)                                             | % C.                                                  | Población total                                       | P.                                                    |
| Zaragoza                                               | Siglo V                                               | 13.309                                                | 96,1                                                  | 936.403                                               | 277                                                   |
| Tarazona                                               | Siglo V                                               | 4.514                                                 | 96,1                                                  | 75.000                                                | 139                                                   |
| Huesca                                                 | Siglo VI                                              | 4.728                                                 | 99,4                                                  | 85.549                                                | 211                                                   |
| Barbastro-Monzón                                       | Siglo XI                                              | 8.321                                                 | 94,7                                                  | 99.415                                                | 250                                                   |
| Teruel-Albarracín                                      | Siglo XII                                             | 11.867                                                | 98,3                                                  | 91.700                                                | 259                                                   |
| Total                                                  | Total                                                 | 42.739                                                | 96,92                                                 | 1.288.067                                             | 1.136                                                 |
| P.=Número de parroquias; % C.=Porcentaje de católicos; |                                                       |                                                       |                                                       |                                                       |                                                       |

## Episcopologio
- Ver Lista de Obispos y Arzobispos de Zaragoza
- Ver Lista de Obispos de Tarazona
- Ver Lista de Obispos de Huesca
- Ver Lista de Obispos de Barbastro-Monzón
- Ver Lista de Obispos de Teruel y Albarracín